# Двухэтажный караван-сарай
Двухэтажный караван-сарай — караван-сарай, расположенный в исторической части города Баку в Ичери-шехер на улице Хагигат Рзаевой, в южной части крепости, западнее Девичьей башни.

## История
Согласно источникам, караван-сарай был построен в XV веке при Ширваншахе Халилулле I. Однако основываясь на характере конструктивных приемов, качеству кладки и расположению комнат караван-сарай относят к XVII веку.
В XIX веке после захвата Баку Российской Империей караван-сарай был передан жителю Баку Касум беку и его наследникам в пользование. Касум бек был избран в число 3-х чиновников для управления бакинскими делами.
В 1809 году в здании караван-сарая располагалась Бакинская портовая и пограничная таможня.
Согласно Постановлению Кабинета Министров Азербайджанской Республики от 2 августа 2001 года двухэтажный караван-сарай был зарегистрирован в качестве национального памятника архитектуры.

## Архитектурные особенности
Двухэтажный караван-сарай является одним из наиболее хорошо сохранившихся караван-сараев Баку.
Внешне двухэтажный караван-сарай больше напоминает оборонительное сооружение, однако конструктивно это типичный постоялый двор на торговом пути с внутренним двором. Караван-сарай имеет два входа, расположенных друг напротив друга. Каждый из них оформлен выступающими порталами на всю высоту здания и подчеркнут глубокими арочными нишами.
План здания — прямоугольный с восьмиугольным замкнутым двором. В центре двора расположен, традиционный для архитектуры бакинских караван-сараев, колодец. Первый этаж состоит из центрального открытого двора, по периметру которого расположено 20 помещений, на втором этаже — 22. Планировка помещений первого и второго этажей схожи. Все комнаты второго этажа имеют выход в общий балкон-коридор.

## Галерея
Двухэтажный караван-сарай